# Postulat
Ett postulat är något man utgår ifrån i en teori och inte bevisar. Det är ofta detsamma som ett axiom, men ibland begränsar man dock termen postulat för de axiom som är specifika för en viss disciplin.

## Termens historia
Termen användes till exempel av Euklides i dennes verk om geometri: Elementa. För Euklides var axiomen självklara matematiska eller logiska sanningar, medan postulaten var mer geometriska sanningar. Ett axiomatiskt systems postulat är de grundsatser, som utöver logiska symboler även innehåller primitiva uttryck som karakteriserar det sakområde som axiomatiseras. Postulaten är systemets icke-logiska axiom. 
Denna distinktion är numera utsuddad och de flesta använder termerna axiom och postulat i samma betydelse. Möjligen är det dock så att exempelvis matematiker, som sysslar med företeelser som går att bevisa oftare använder axiom, medan discipliner som fysik, vars sanningar på sin höjd kan beläggas, föredrar postulat.[källa behövs]
Moralfilosofen Immanuel Kant använde sig även han av postulat i sin filosofiska teoribildning, till exempel i antagandet om Guds existens.